# Sedlîșce, Liubeșiv
Sedlîșce (în ucraineană Седлище) este localitatea de reședință a comunei Sedlîșce din raionul Liubeșiv, regiunea Volînia, Ucraina. 

## Demografie
Componența lingvistică a localității Sedlîșce
     Ucraineană (99,34%)
     Alte limbi (0,66%)
Conform recensământului din 2001, majoritatea populației localității Sedlîșce era vorbitoare de ucraineană (99,34%), existând în minoritate și vorbitori de alte limbi.